# Issikiomartyria nudata
Issikiomartyria nudata là một loài bướm đêm thuộc họ Micropterigidae. Nó được Issiki miêu tả năm 1953. Loài này có ở Nhật Bản.
Chiều dài cánh trước là 4.4-5.1 mm đối với con đực và 4.8-5.1 mm đối với con cái.